# Arban
Arban és un jaciment arqueològic de Síria, a la riba occidental del Khabur, també anomenada Tell Adjabe. Probablement correspon de la ciutat mesopotàmica de Gar(Sha)-dikama, i a la que en època romana fou anomenada Arabana, loc fronterer contra els parts. Sota domini àrab va servir de magatzem pel cotó del territori de la vall del Khabur. Fou destruïda en època desconeguda, potser al segle xiv per Tamerlà.
H. A. Layard hi va trobar diverses figures d'una civilització autòctona emparentada amb la de Babilònia.